# Alkersum
Alkersum település Németországban, Schleswig-Holstein tartományban. Lakosainak száma 398 fő (2023. december 31.). Alkersum Oldsum, Borgsum és Midlum (Föhr) községekkel határos.

## Fekvése
Föhr szigetén fekvő település.

## Népesség
A település népességének változása:
| Lakosok száma | 434  | 392  | 408  | 410  | 391  | 375  | 398  |
|               | 2014 | 2017 | 2018 | 2019 | 2021 | 2022 | 2023 |